# Johan Einar Boström
Pour les articles homonymes, voir Boström.
Johan Einar Boström, né le 9 octobre 1922 à Gävle et mort le 21 septembre 1977, est un arbitre suédois de football.

## Biographie
Johan Einar Boström arbitre 110 matchs du championnat de Suède en 17 ans. Pour cela, il reçoit une médaille d'or de la Fédération suédoise.
Également arbitre de hockey sur glace et de bandy, il arbitre plusieurs matchs internationaux de football, dont le match pour la troisième place du championnat d'Europe de 1972.
Durant sa carrière, il arbitre 19 matchs internationaux, ainsi que huit matchs de la Coupe des clubs champions européens,. Il arbitre également des matchs de Coupe d'Europe des vainqueurs de coupe et de Ligue Europa.

## Carrière
Johan Einar Boström a officié dans des compétitions majeures :
- Coupe des clubs champions européens : 
  - 1962 (1 match), 1967 (2 matchs), 1968 (1 match), 1970 (2 matchs), 1971 (1 match), 1972 (1 match).
- Coupe d'Europe des vainqueurs de coupe : 
  -  1968 (1 match), 1972 (2 matchs)
- Coupe des villes de foires : 
  - 1965 (1 match), 1966 (1 match), 1967 (2 matchs), 1968 (1 match)
- Coupe UEFA : 
  - 1972 (1 match)
- Coupe du monde : 
  - Éliminatoires 1966 (1 match), Éliminatoires 1970 (1 match)
- Championnat d'Europe : 
  - Éliminatoires 1964 (1 match), Éliminatoires 1968 (1 match), Éliminatoires 1972 (2 matchs)
  - Championnat d'Europe de 1972 (1 match)